# Чишмя (Арджеш)
Чишмя (рум. Cișmea) — село у повіті Арджеш в Румунії. Входить до складу комуни Цицешть.
Село розташоване на відстані 110 км на північний захід від Бухареста, 17 км на північний схід від Пітешть, 117 км на північний схід від Крайови, 88 км на південний захід від Брашова.

## Населення
За даними перепису населення 2002 року у селі проживали 78 осіб, усі — румуни. Усі жителі села рідною мовою назвали румунську.